# 西川芳昭
西川芳昭（にしかわ よしあき、1960年11月22日 - ）は、日本の農村開発研究者。龍谷大学教授・経済学研究科長。

## 来歴
奈良県のレンゲ・タマネギの種屋に生まれる。東大寺学園中学校・高等学校卒、1984年京都大学農学部農林生物学科卒業（実験遺伝学）。89年バーミンガム大学大学院植物遺伝資源コースおよび開発行政専攻修了。2003年「作物遺伝資源の管理と参加型開発 農業における生物多様性問題と技術協力」で東京大学農学博士。1984年国際協力事業団（現：国際協力機構）、1992年農林水産省経済局国際協力課プロジェクト企画係長、94年同国際開発機構第二係長、95年国際協力事業団無償資金協力調査部基本設計調査第一課課長代理、1996年長崎ウエスレヤン短期大学助教授、1999年久留米大学経済学部助教授、2003年教授、2005年名古屋大学国際開発研究科助教授、08年教授、2013年龍谷大学経済学部教授（農業・資源経済学）。2016年同経済学研究科長。

## 著書

### 単著
- 『地域文化開発論』九州大学出版会 久留米大学経済叢書 2002
- 『作物遺伝資源の農民参加型管理 経済開発から人間開発へ』農山漁村文化協会 2005
- 『地域をつなぐ国際協力』創成社新書 2009
- 『種子が消えれば、あなたも消える ―共有か独占か―』 コモンズ 2017 ISBN 978-4861871443

### 共編著
- 『市民参加のまちづくり NPO・市民・自治体の取り組みから』松尾匡,伊佐淳共編著 創成社 2001
- 『グリーンツーリズム 文化経済学からのアプローチ』駄田井正共編著 創成社 2003
- 『市民参加のまちづくり 事例編』伊佐淳,松尾匡共編著 創成社 2005
- 『市民参加のまちづくり 戦略編』松尾匡,伊佐淳共編著 創成社 2005
- 『一村一品運動と開発途上国 日本の地域振興はどう伝えられたか』山神進共編 アジア経済研究所 2006
- 『市民参加のまちづくり 英国編』浅見良露共編著 創成社 2006
- 『市民参加のまちづくり コミュニティ・ビジネス編』伊佐淳, 松尾匡共編著 創成社 2007
- 『地域の振興 制度構築の多様性と課題』吉田栄一共編 アジア経済研究所 2009
- 『奪われる種子・守られる種子 食料・農業を支える生物多様性の未来』根本和洋共著 創成社新書 2010
- 『国境をこえた地域づくり グローカルな絆が生まれた瞬間』木全洋一郎,辰己佳寿子共編 新評論 2012
- 『生物多様性を育む食と農 住民主体の種子管理を支える知恵と仕組み』編著 コモンズ 2012
- 『市民参加のまちづくり グローカル編』伊佐淳, 松尾匡共編著 創成社 2013
- 『種から種へつなぐ 育てて守る在来種・固定種の種』編 創森社 2013

## 論文
- ＜西川芳昭